# 田中弘道 (政治家)
田中 弘道（たなか ひろみち、1897年9月21日 - 1975年11月3日）は、岡山県岡山市小畑町出身の政治家。

## 来歴
1897年9月21日、岡山市小畑町に生まれる。大西姓を名乗っていたが、後に田中姓となる。1918年、旧制関西中学校（現・関西高等学校）を卒業する。
1934年、岡山市会議員に当選する。その後、市会議長を務め、1939年、岡山県会議員となる。
1947年、公選による初代岡山市長に就任し、1951年まで1期務める。
退任後の1952年、播備商事を設立し、会社経営に尽力した。
活躍が評価され、勲五等双光旭日章が授与された。
1975年11月3日死去。享年79。